# Molí de Vilartimó
El Molí de Vilartimó és un edifici del municipi de Borredà (Berguedà) que forma part de l'Inventari del Patrimoni Arquitectònic de Catalunya.

## Descripció
El molí de Vilartimó és format per dues construccions, el casal moliner i el molí, situats al marge d'esquerre de la riera de Merlès. El casal moliner és un edifici d'estructura clàssica, amb la façana orientada a llevant i situat a un nivell superior al del molí. Aquest es conserva en mal estat; és de planta rectangular, amb els fonaments sobre la roca viva. Conserva restes de murs fets amb carreus ben escairats, disposats en filades, així com el cacau, part del rec i la resclosa. La resclosa, un dels elements més interessants del conjunt, és de fusta i reprodueix un dels vells models medievals.

## Història
El molí de Vilartimó fou construït al segle xvii al peu de la riera de Merlès i es va mantenir actiu fins després de la guerra civil (1936- 1939). Està situat dins del terme parroquial del santuari de Saldelles, formava part de la jurisdicció senyorial del monestir de santa Maria de Ripoll des del s. X. El molí fou cedit pel monestir al mas que li dona nom, situat dins del terme municipal de Lluçà (Osona).